# Горюнов, Сергей Александрович
Серге́й Алекса́ндрович Горюно́в (род. 29 апреля 1958, Лоо, Лазаревский район, Сочи, Краснодарский край, СССР) — советский футболист, защитник, полузащитник; российский тренер.

## Карьера

### Клубная
Воспитанник майкопского футбола. Первый тренер — Александр Александрович Минаков. Профессиональную карьеру начал в 1976 году в местной «Дружбе». В 1980 году перешёл в «Кубань». В Высшей лиге дебютировал 22 ноября в матче против «Арарата» (3:2), заменив на 60-й минуте Игоря Калешина. В команде существовало негласное правило: исполнилось тридцать — уходи, дай дорогу молодым, в связи с чем в 1988 году вернулся в «Дружбу». Завершил карьеру в 1991 году в белореченском «Химике».

### Тренерская
В 1992 году входил в тренерский штаб белореченского «Химика». В середине 1990-х годов в городе Горячий Ключ организовал команду «Нефтяник Кубани». В 1998 был главным тренером клуба. В 2009—2010 годах — тренер «Краснодара». В 2014—2015 годах являлся спортивным директором «Афипса».

## Достижения
- Победитель 3-й зоны Второй лиги: 1987